# Florian Alexiu
Florian (Florin) Alexiu (n. 30 iulie 1912, Fălticeni, Suceava, România – d. 17 septembrie 1942, Oblivskaya⁠(d), RSFS Rusă, URSS) a fost un pilot român de aviație, as al Aviației Române din cel de-al Doilea Război Mondial.
Locotenentul av. Florin Alexiu a fost decorat cu Ordinul Virtutea Aeronautică de război cu spade, clasa Crucea de Aur cu 2 barete (4 noiembrie 1941) pentru că „are 104 ieșiri de front cu nouă lupte aeriene și cinci avioane doborîte sigur. De trei ori s'a întors cu avionul lovit de gloanțe și schije. Are 8 atacuri la sol. Pilot de toată nădejdea”.

## Decorații
- Ordinul „Virtutea Aeronautică” de Război cu spade, clasa Crucea de Aur cu 2 barete (4 noiembrie 1941)[2]